# Bodrum
Bodrum (anticamente Alicarnasso, in greco Αλικαρνασσός; nel periodo medievale Petronium) è una città della Turchia, centro dell'omonimo distretto della provincia di Muğla. È una città portuale all'ingresso del Golfo di Gökova. 
Conosciuta nell'antichità come Alicarnasso, la città un tempo ospitava il Mausoleo di Alicarnasso, noto anche come tomba di Mausolo, una delle sette meraviglie del mondo antico.

## Geografia
Bodrum è diventata, a partire dagli anni sessanta, un centro turistico grazie agli sforzi dello scrittore Cevat Şakir. Oggi è una stazione turistica assai frequentata, in particolare dalla borghesia di Istanbul e dai turisti stranieri. Bodrum è inoltre base di partenza o di arrivo di numerose crociere marittime.

## Storia

### Storia antica
L'antica Alicarnasso dette i natali al celebre storico greco Erodoto (circa 484 - circa 420 a.C.).

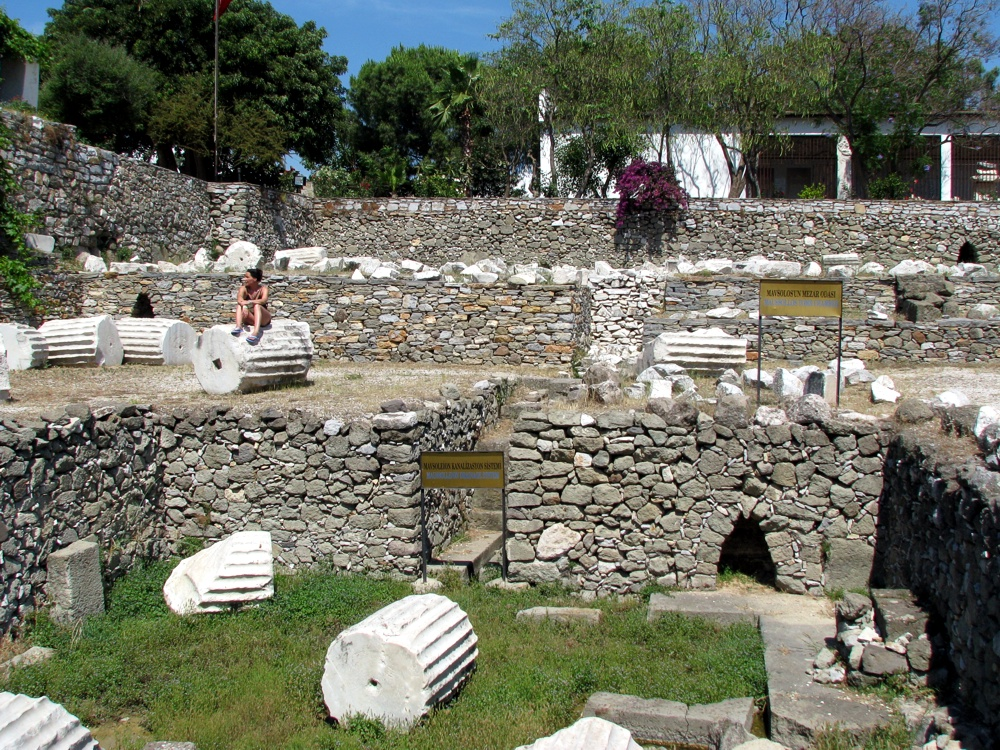
Le rovine del Mausoleo di Mausolo, una delle sette meraviglie del mondo antico.

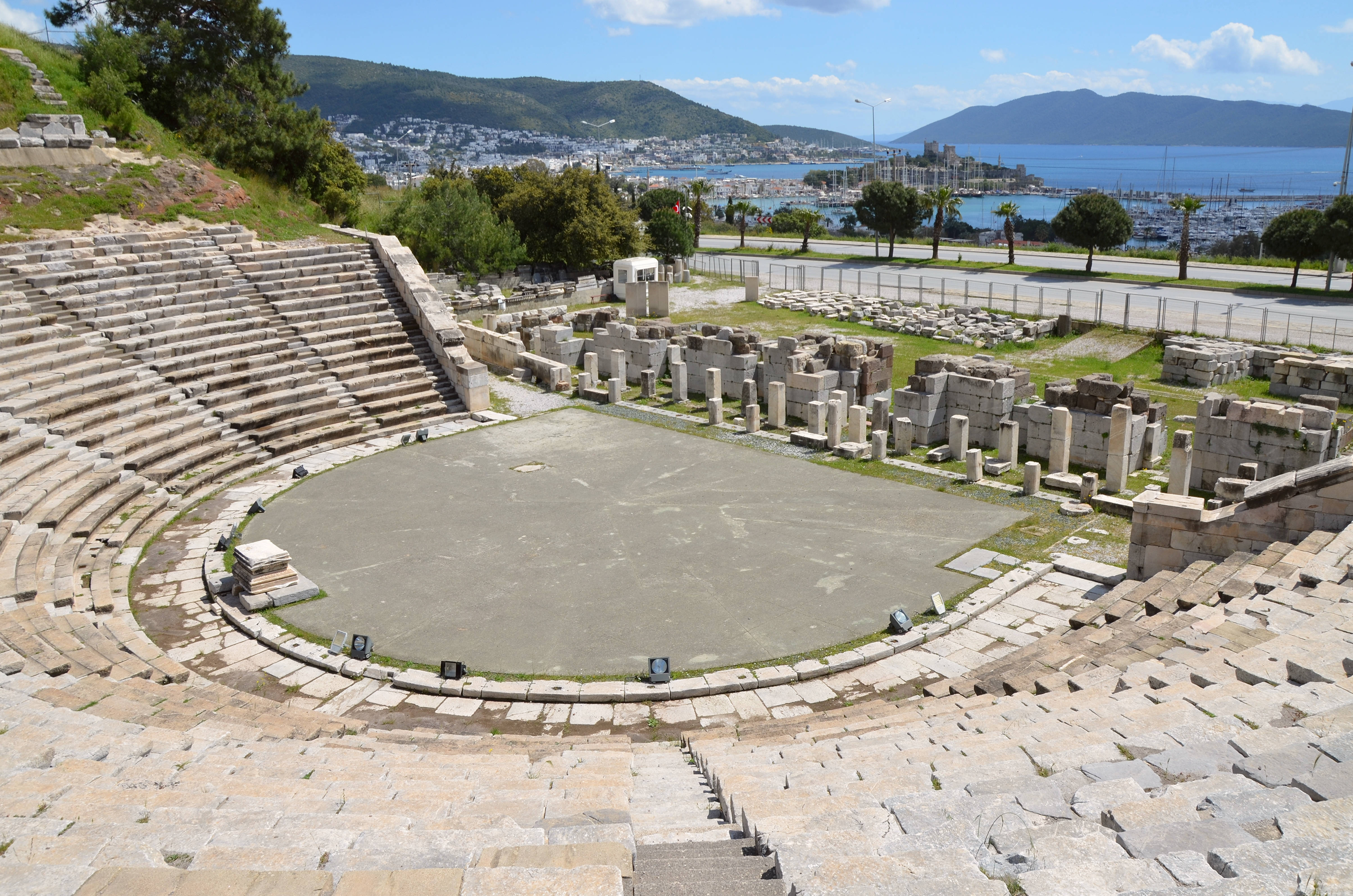
Vestigia del teatro dell'antica Alicarnasso.

Il re Mausolo, satrapo di Caria (la parte dell'Asia Minore inclusa nell'Impero achemenide persiano) dal 377 alla sua morte nel 353 a.C., fu inumato nella sontuosa tomba costruitagli ad Alicarnasso. Di tale monumento, considerato come una delle sette meraviglie del mondo nell'antichità, sopravvivono solo alcune rovine informi. Il nome di Mausolo, associato alla sua tomba, è all'origine della parola "mausoleo".

### Era persiana
Successivamente la città cadde sotto il dominio persiano. Sotto i Persiani fu la capitale della satrapia della Caria, la regione che più tardi ne costituì l'entroterra e di cui fu il porto principale. La sua posizione strategica garantì alla città una notevole autonomia. Le prove archeologiche del periodo, come l'iscrizione Salmakis (Kaplankalesi) recentemente scoperta (ora nel Museo di archeologia subacquea di Bodrum), attestano il particolare orgoglio che i suoi abitanti avevano sviluppato.

### Periodo greco-romano
Alessandro Magno pose l'assedio alla città dopo il suo arrivo nelle terre della Caria e, insieme alla sua alleata, la regina Ada di Caria, la conquistò nel 334 a.C. Dopo la morte di Alessandro Magno, il dominio della città passò ad Antigono I (311 a.C.), Lisimaco (dopo il 301 a.C.) e ai Tolomei (281–197 a.C.) e fu per breve tempo un regno indipendente fino al 129 a.C., quando passò sotto il dominio romano. Una serie di terremoti distrusse gran parte della città, così come il Mausoleo di Alicarnasso, mentre ripetuti attacchi di pirati dal Mediterraneo causarono ulteriore caos nella zona. 
Al tempo dell'era paleocristiana bizantina, quando Alicarnasso era un importante vescovato, era rimasto ben poco della splendente città di Mausolo.

### Era medievale
Nei primi anni del XV secolo, verosimilmente a partire dal 1403, i cavalieri di Rodi (Cavalieri dell'Ordine dell'Ospedale di San Giovanni di Gerusalemme) edificarono sopra l'antica cittadella un possente castello, cui dettero il nome di San Pietro, da cui deriva il nome dell'attuale Bodrum (derivante dal latino Petreum, o Petronium). Costoro ne migliorarono costantemente le difese fino al 1521, come testimoniato dagli stemmi, ancor oggi visibili, posti ai differenti angoli della piazzaforte da quei capitani del castello o dai dignitari dell'Ordine che ne comandarono i lavori.
Nel 1522, gli Ottomani, sotto il comando del Sultano Solimano il Magnifico, entrarono a Rodi al termine d'un assedio durato sei mesi. Il Sultano, sensibile all'austerità di vita dei «monaci-soldati» e al coraggio da essi manifestato nel corso dell'assedio, sotto la guida del loro Gran Maestro, Philippe de Villiers de L'Isle-Adam, permise loro di abbandonare Rodi in tutta libertà (1º gennaio 1522) dopo essersi fatto consegnare tutti i possedimenti dell'Ordine degli Ospitalieri nel Dodecanneso, come pure il castello San Pietro. Il villaggio di Bodrum si sviluppò in seguito, grazie al commercio delle spugne.

### Era moderna

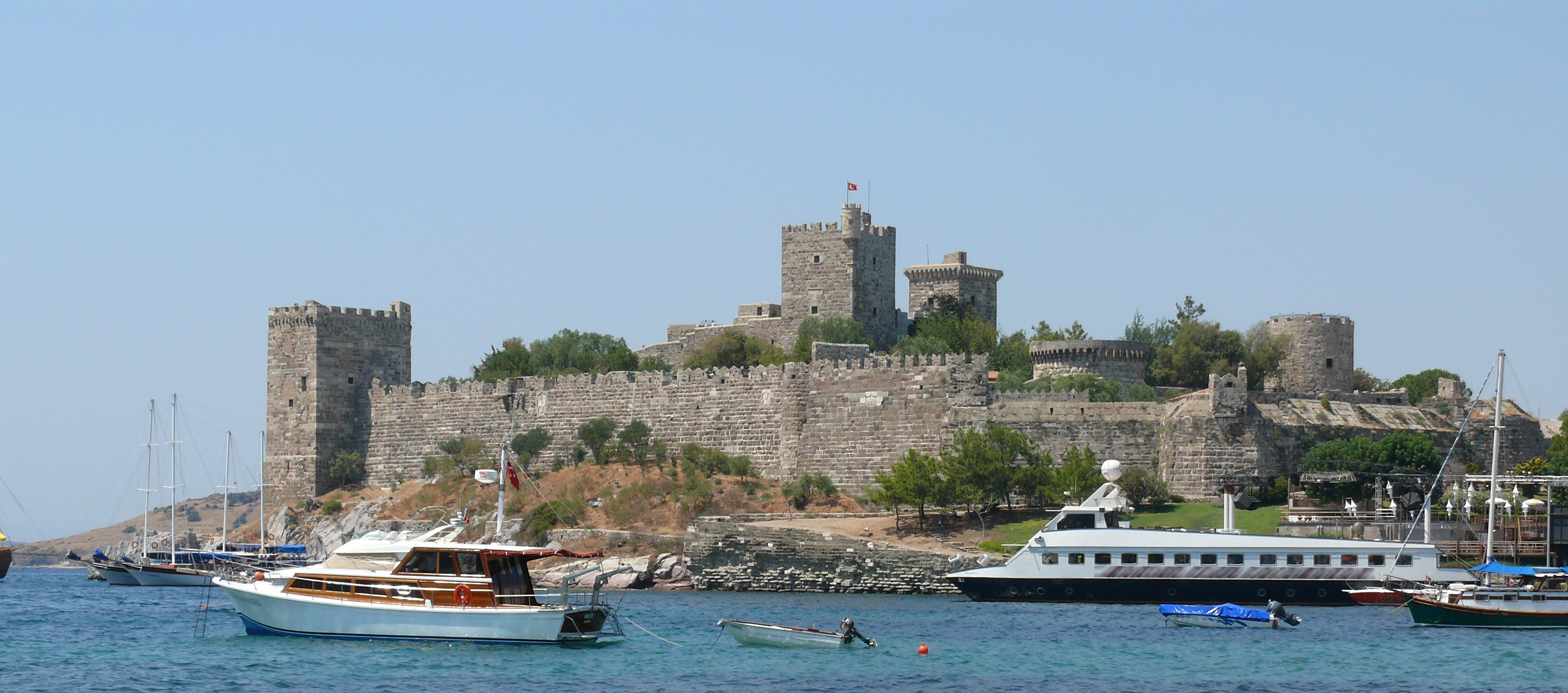
Castello San Pietro dei Cavalieri Ospitalieri a Bodrum.

Il castello fu utilizzato come prigione fra il 1895 e il 1915, ma fu abbandonato in seguito a un bombardamento dell'incrociatore corazzato francese Dupleix nel maggio del 1915, che danneggiò seriamente l'edificio. Questo fu restaurato fra il 1960 e il 1964 e trasformato in museo. Il castello ospita anche un importante museo di archeologia marina; alcuni oggetti in mostra datano all'età del bronzo.
Nella notte tra il 20 e il 21 luglio 2017, un sisma di magnitudo 6,7 tra Grecia e Turchia, ha provocato feriti e danni; numerose le strade allagate da quello che l’agenzia europea EMSC ha definito «un mini tsunami».

## Trasporti

### Aeroporti
La città è servita dall'aeroporto di Milas-Bodrum (codice IATA: BJV) localizzato a 36 km a nord della città.

### Porti
Il porto dispone di traghetti per altri porti e isole turchi e greci. Bodrum ha tre grandi porti turistici e per attracchi per crociere. Il primo porto turistico, Milta, si trova nel centro del paese. Il secondo porto turistico si trova a Turgutreis e il terzo, Palmarina, a Yalikavak.